# Жерард Бордас
Жерард Бордас (кат. Gerard Bordas, нар. 11 вересня 1981, Манреза) — іспанський футболіст, що грав на позиції півзахисника.

## Ігрова кар'єра
Народився 11 вересня 1981 року в місті Манреза. Вихованець футбольної школи місцевого однойменного клубу. Дорослу футбольну кар'єру розпочав 1999 року й його основній команді, в якій провів два сезони. 
2001 року став гравцем третьолігового клубу «Тарраса», протягом наступних восьми років грав на тому ж рівні також за команди «Габа», «Хімнастік» (Таррагона) та «Лорка Депортіва».
2008 року приєднався до «Вільярреала», проте грав за його другу команду, «Вільярреал Б», спочатку у третьому, а згодом у другому іспанському дивізіоні. По ходу сезону 2011/12 нарешті дебютував в офіційних іграх головної команди і провів за неї два матчі, які згодом виявилися для нього єдиними на рівні Ла-Ліги. Ще 6 ігор за «Вільярреал» провів у сезоні 2012/13, який команда вже проводила у Сегунді
На початку 2013 року перейшов до «Жирони», за яку провів ще два з половиною сезони у Сегунді. Завершував ігрову кар'єру в рідній «Манрезі», за яку протягом 2015–2017 років в одному із нижчих дивізіонів.